# Магніт

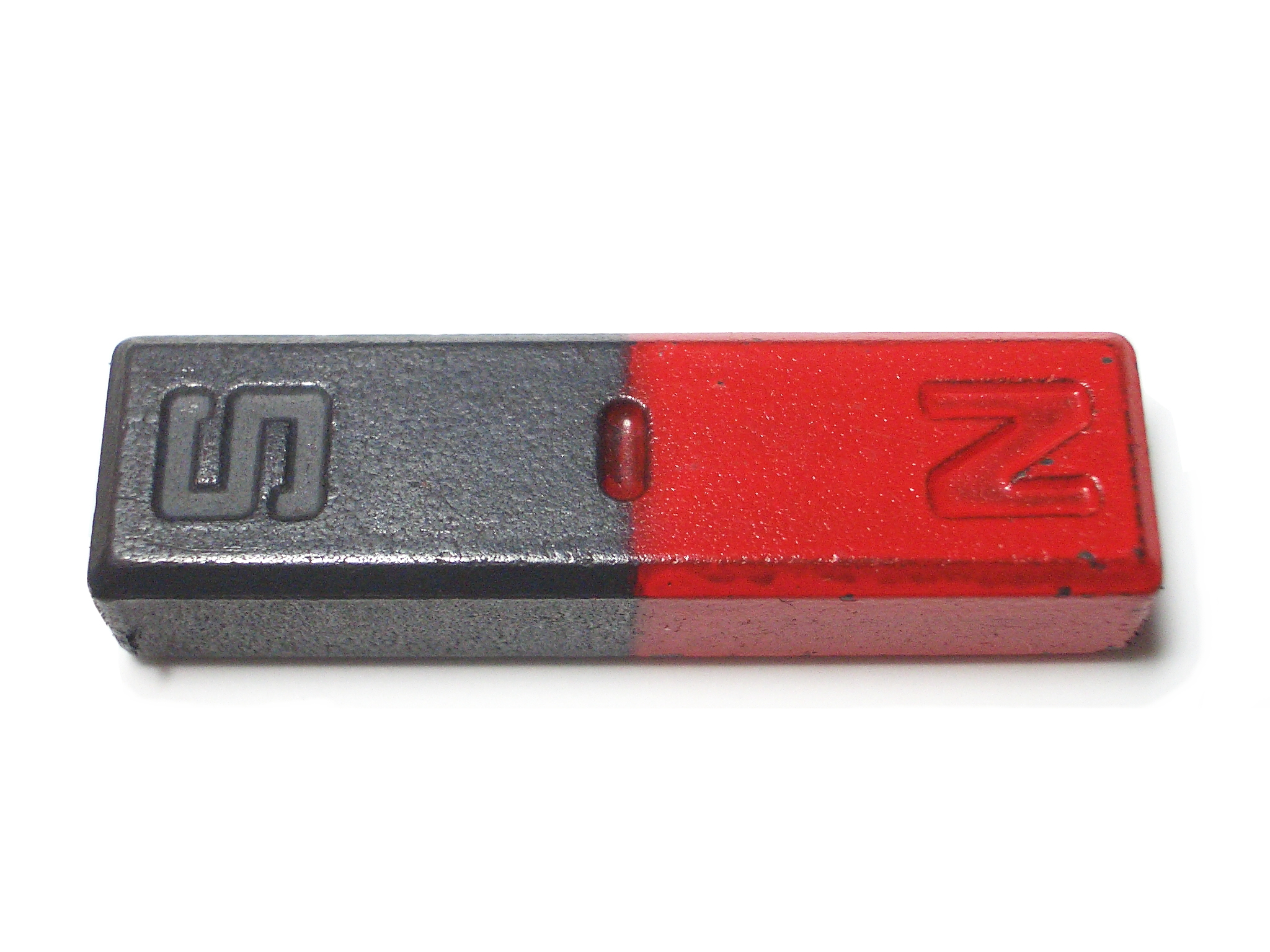
Постійний магніт — найпростіший приклад магнітного диполя.

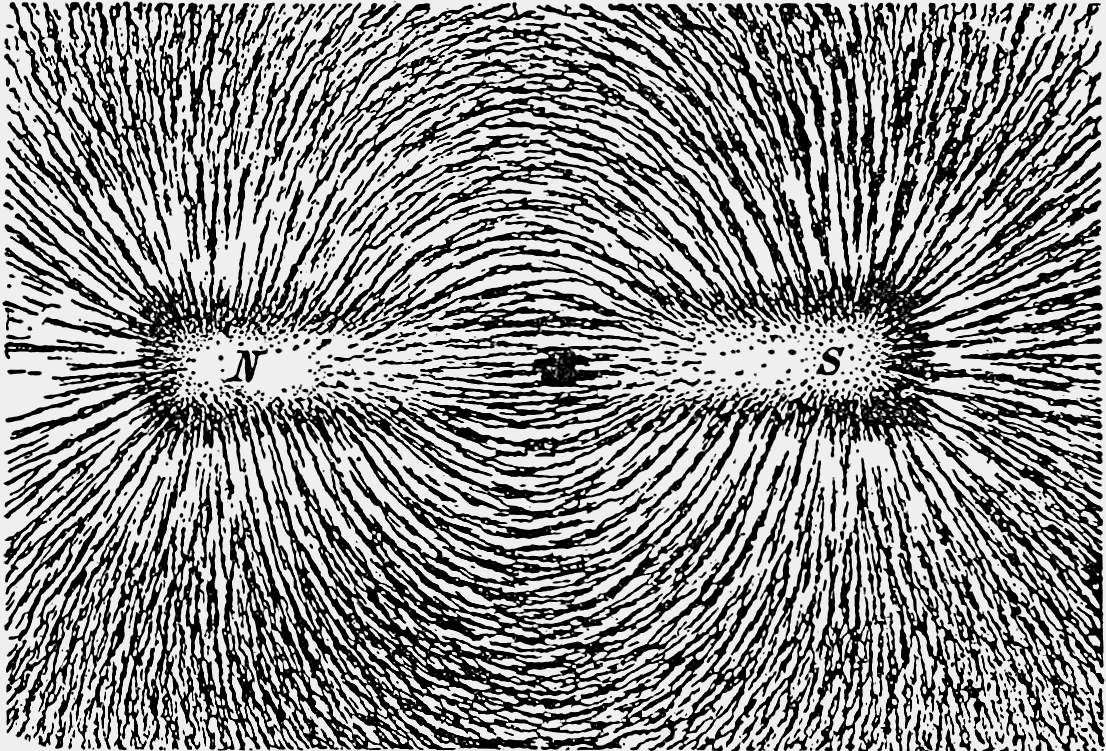
Залізна стружка орієнтується в магнітному полі постійного магніту, утворюючи картину, яка ілюструє силові лінії поля.

Схематичне зображення силових ліній магнітного поля навколо постійного магніту. Силові лінії виходять із північного полюса магніту й входять у південний полюс.

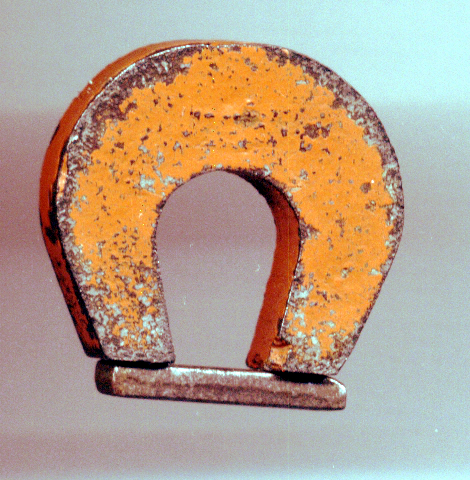
Підковоподібний магніт, виготовлений із сплаву заліза алніко. Магніти виготовляють у вигляді підков для того, щоб наблизити полюси один до одного з метою створити сильне магнітне поле за допомогою якого можна піднімати великі шматки заліза.

Магні́т, заст. магне́т, морське́ залізо, тягуне́ць — тіло, що має власне магнітне поле, магнітний диполь. Можливо, слово походить від дав.-гр. Μαγνῆτις λίθος (Magnētis líthos), «камінь з Магнесії» — від назви регіону Магнісія й давнього міста Магнесія в Малій Азії, де в давнину були відкриті поклади магнетиту.
Найпростішим і найменшим магнітом можна вважати електрон. Магнітні властивості всіх інших магнітів зумовлені магнітними моментами електронів усередині них. З погляду квантової теорії поля електромагнітна взаємодія переноситься безмасовим бозоном — фотоном (часткою, яку можна представити як квантове збудження електромагнітного поля).
Пості́йний магні́т — виріб, виготовлений з феромагнетика, здатного зберігати залишкову намагніченість після вимкнення зовнішнього магнітного поля. Як матеріали для постійних магнітів зазвичай використовують залізо, нікель, кобальт, деякі сплави рідкісноземельних металів, а також деякі природні мінерали, такі як магнетити. Постійні магніти застосовуються як автономні (тобто такі, що не споживають енергії) джерела магнітного поля. Властивості магніту визначаються характеристиками розмагнічуючої ділянки петлі магнітного гістерезису матеріалу магніту: що вища залишкова індукція Br і коерцитивна сила Hc, то вища намагніченість і стабільність магніту. Характерні поля постійних магнітів — до 1 Тл (10 кг · с).
Електромагніт — пристрій, магнітне поле якого створюється лише при протіканні електричного струму. Як правило, це котушка-соленоїд з уставленим усередину феромагнітним (зазвичай залізним) сердечником з великою магнітною проникністю {\displaystyle \mu \simeq } 10000. Характерні поля електромагнітів 1,5 — 2 Тл визначаються так званим насиченням заліза, тобто різким спадом диференціальної магнітної проникності при великих значеннях магнітного поля.

## Загальна характеристика
У широкому розумінні магніт — намагнічене тіло (здебільшого зі сталі або спеціального сплаву, фериту барію, стронцію, самарій-кобальту, нікель-кобальту, неодим-залізо-бору) або пристрій, що утворює магнітне поле. Розрізняють постійні магніти, електромагніти, надпровідні магніти.
Постійний магніт має два полюси. Полюс, що притягається до північного полюсу Землі, називається північним, другий — південним. Північний полюс магніту позначається літерою N, південний — літерою S.
Різнойменні полюси магнітів притягуються, однойменні — відштовхуються. Таким чином, північний магнітний полюс Землі є її південним полюсом, якщо розглядати нашу планету як постійний магніт.
Постійні магніти виготовляються з феромагнітних речовин, наприклад заліза. Існування магнітного поля в них зумовлене однаковою орієнтацією спінів електронів завдяки обмінній взаємодії. Для виробництва постійних магнітів використовують нікелеві сплави (алні, алніко, алнісі).
Магніти мають властивість притягати до себе невеликі предмети з феромагнітних матеріалів.

## Фізичні основи
Існування постійних магнітів зумовлене явищем, що називається феромагнетизм. Частинки, з яких складаються тіла, — електрони, протони й нейтрони — мають власні магнітні моменти, пов'язані з їхніми спінами, тобто є невеличкими магнітиками. У більшості речовин, що належать до діамагнетиків та парамагнетиків магнітні моменти окремих частинок направлені хаотично, а тому створене ними магнітне поле компенсується. У феромагнетиках магнітні моменти багатьох електронів направлені однаково. Це зумовлене особиливостями міжелектронної взаємодії, квантовим ефектом, який називають обмінною взаємодією. Обмінна взаємодія існує і в немагнітних речовинах, але в них вона сприяє утворенню спарених електронів з протилежно направленими магнітними моментами. Однакова направленість магнітних моментів електронів виникає тільки в небагатьох матеріалах.
Зазвичай феромагнетики розбиваються на окремі області, магнітні домени, в яких намагнічування максимальне. Однак макроскопічний феромагнетик, що складається з багатьох доменів, може перебувати й у ненамагніченому стані, коли орієнтація магнітних моментів доменів хаотична. Магнітні домени можна орієнтувати переважно однаково, помістивши феромагнетик у магнітне поле. При зніманні магнітного поля у феромагнетику збережеться залишкова намагніченість.

## Намагнічування
Для виготовлення постійного магніту феромагнетик нагрівають до температури, вищої від температури Кюрі, а потім повільно охолоджують у магнітному полі. При температурі, вищій від температури Кюрі, феромагнетик утрачає свої магнітні властивості й стає парамагнетиком. При охолодженні нижче від температури Кюрі він знову набуває магнітних властивостей, при цьому зовнішнє магнітне поле сприяє тому, що магнітні домени, що виникають у ньому, орієнтуються в одному напрямку.
Феромагнітні матеріали намагнічуються в зовнішньому полі також при температурах, менших від температури Кюрі. При припиненні дії поля в них зберігається залишкова намагніченість, величина якого залежить від напруженості прикладеного магнітного поля.

## Розмагнічування
Іноді намагніченість матеріалів небажана, і їх необхідно розмагнітити. Цього можна досягти різними способами. Нагрівання магніту до температури, вищої від температури Кюрі, завжди знімає намагнічення. Магніт можна також помістити в змінне магнітне поле, більше від коерцитивної сили матеріалу, а потім поступово зменшувати поле або витягати магніт з нього. Такий процес використовується в промисловості для розмагнічування інструментів, жорских дисків, стирання інформації на магнітних картках тощо.
Частково магніти розмагнічуються також при ударах, оскільки різка механічна дія призводить до розупорядкування доменів.

## Історія відкриття
За багато століть до нашої ери було відомо, що деякі кам'яні породи мають властивість притягувати шматки заліза. Про це згадував у VI столітті до нашої ери грецький фізик і філософ Фалес. Перше наукове вивчення властивостей магніту здійснив у XIII столітті вчений Петро Перегрін. 1269 року вийшов його твір «Книга про магніт», у якому він писав про численні факти явища магнетизму: магніт має два полюси, які вчений назвав північним і південним; неможливо відокремити полюси один від одного розламуванням. Перегрін згадав і про два види взаємодії полюсів — притягання і відштовхування. До XII—XIII століття магнітні компаси вже використовувалися в навігації в Європі, Китаї та інших країнах світу.
1600 року був опублікований твір англійського лікаря Вільяма Гільберта «Про магніт». До вже відомих фактів Гільберт додав важливі спостереження: посилення дії магнітних полюсів за допомогою залізної арматури, втрата магнетизму при нагріванні тощо. 1820 року даньський фізик Ганс Християн Ерстед на лекції спробував продемонструвати своїм студентам відсутність зв'язку між електрикою та магнетизмом, увімкнувши електричний струм поблизу магнітної стрілки. За словами одного з його слухачів, він був буквально «ошелешений», коли побачив, що магнітна стрілка після включення струму почала здійснювати коливання. Великою заслугою Ерстеда є те, що він оцінив значення свого спостереження та повторив дослід. Поєднавши довгим дротом полюси гальванічного елемента, Ерстед простягнув дріт горизонтально та паралельно щодо вільно підвішеної магнітної стрілки. Коли було ввімкнено струм, стрілка відразу відхилилася, прагнучи стати перпендикулярно до напрямку дроту. При зміні напрямку струму стрілка відхилилася в інший бік. Незабаром Ерстед довів, що магніт діє з певною силою на дріт, по якому йде струм.
Відкриття взаємодії між електричним струмом та магнітом мало величезне значення. Воно стало початком нової епохи у вченні про електрику та магнетизм та зіграло важливу роль у розвитку техніки фізичного експерименту.
Дізнавшись про відкриття Ерстеда, французький фізик Домінік Франсуа Араго почав свою серію дослідів. Він обмотав мідним дротом скляну трубку, в яку вставив залізний стрижень. Коли було замкнено електричне коло, стрижень сильно намагнітився і до його кінця міцно прилипли залізні ключі; коли було вимкнено струм, ключі відпали. Араго розглядав провідник, по якому йде струм, як магніт. Правильне пояснення цього явища було дано після дослідження французького фізика Андре Ампера, який встановив внутрішній зв'язок між електрикою та магнетизмом. У вересні 1820 року він повідомив Французької Академії наук про отримані ним результати.
Потім у своєму «верстаті» Ампер замінив раму на вільно підвішений спіральний провідник. Цей дріт при пропущенні по ньому струму набував властивістей магніту. Ампер назвав його соленоїдом. Виходячи з магнітних властивостей соленоїда, Ампер запропонував розглядати магнетизм як явище, що спричинене круговими струмами. Він вважав, що магніт складається з молекул, у яких присутні кругові струми. Кожна молекула являє собою маленький магнітик, розташовуючись однойменними полюсами в одну і ту ж сторону, ці маленькі магнітики й утворюють магніт. Проводячи уздовж сталевої смуги магнітом (кілька разів на одну і ту ж сторону), ми змушуємо молекули з круговими струмами однаково орієнтуватися в просторі. Таким чином, сталева пластинка перетвориться на магніт. Тепер став зрозумілим і досвід Араго зі скляною трубкою, обмотаною мідним дротом. Вставлоений у неї залізний стрижень став магнітом тому, що навколо нього йшов струм. Це був електромагніт.
1825 року англійський інженер Вільям Стерджен виготовив перший електромагніт у вигляді зігнутого стрижня з м'якого заліза з обмоткою з товстого мідного дроту. Для ізолювання від обмотки стрижень був покритий лаком. При пропущенні струму залізний стрижень набував властивостей сильного магніту, але при перериванні струму він миттєво їх втрачав. Саме ця особливість електромагнітів дозволила широко застосовувати їх у техніці.

## Магнітні матеріали
Термін «магніт», як правило, використовується для об'єктів, які мають власне магнітне поле, навіть при відсутності прикладеного магнітного поля, що можливо лише в деяких класах матеріалів. У більшості матеріалів магнітне поле з'являється в зв'язку з доданим зовнішнім магнітним полем; це явище відоме як магнетизм. Існує декілька типів магнетизму і усі магнітні матеріали принаймні мають один з них.
Загалом поведінка магнітного матеріалу може значно змінюватись в залежності від структури матеріалу і, не в останню чергу, від його електронної конфігурації. Існує декілька типів взаємодії матеріалів з магнітним полем, зокрема йдеться про такі матеріали, як:
- Феромагнетики та феримагнетики (ферити): матеріали, які зазвичай вважаються «магнітними»; вони притягаються до магніту достатньо сильно, щоб притягання відчувалось. Тільки ці матеріали можуть зберігати намагніченість та стати постійними магнітами. Феримагнетики подібні до феромагнетиків, але слабкіші за них. Відмінності між феро-і феримагнітними матеріалами пов'язані з їхньою мікроскопічною структурою.
- Парамагнетики: такі сполуки, як платина, алюміній та кисень, які слабо притягаються до магніту. Цей ефект в сотні тисяч разів слабше, ніж притягання феромагнітних матеріалів, тому він може бути виявлений лише за допомогою чутливих інструментів або потужних магнітів.
- Діамагнетики: сполуки, що намагнічуються проти напрямку зовнішнього магнітного поля. У порівнянні з парамагнітним та феромагнітними сполуками діамагнітні сполуки, такі як вуглець, мідь, вода та пластики, відштовхуються від магніту. Проникність діамагнітних матеріалів менше проникності вакууму. Всі сполуки, що не володіють одним з типів магнетизму, є діамагнітними; до них належить більшість сполук. Сили, що діють на діамагнітні об'єкти від звичайного магніту, занадто слабкі, проте в сильних магнітних полях надпровідних магнітів діамагнітні матеріали, наприклад шматочки свинцю, можуть зависати, а оскільки вуглець і вода є сполуками діамагнітними, в потужному магнітному полі можуть зависати навіть органічні об'єкти, наприклад живі жаби і миші[4].

Існують інші види магнетизму, наприклад спінове скло, суперпарамагнетизм, супердіамагнетизм та метамагнетизм.

## Застосування
Застосовують магніти в електротехніці, радіотехніці, техніці зв'язку, радіолокації, пристроях автоматичного керування, у магнітній сепарації тощо.
Історично одним із перших застосувань магніту були магнітні компаси, стрілки яких указували напрямок до магнітних полюсів Землі.
Приклади застосування

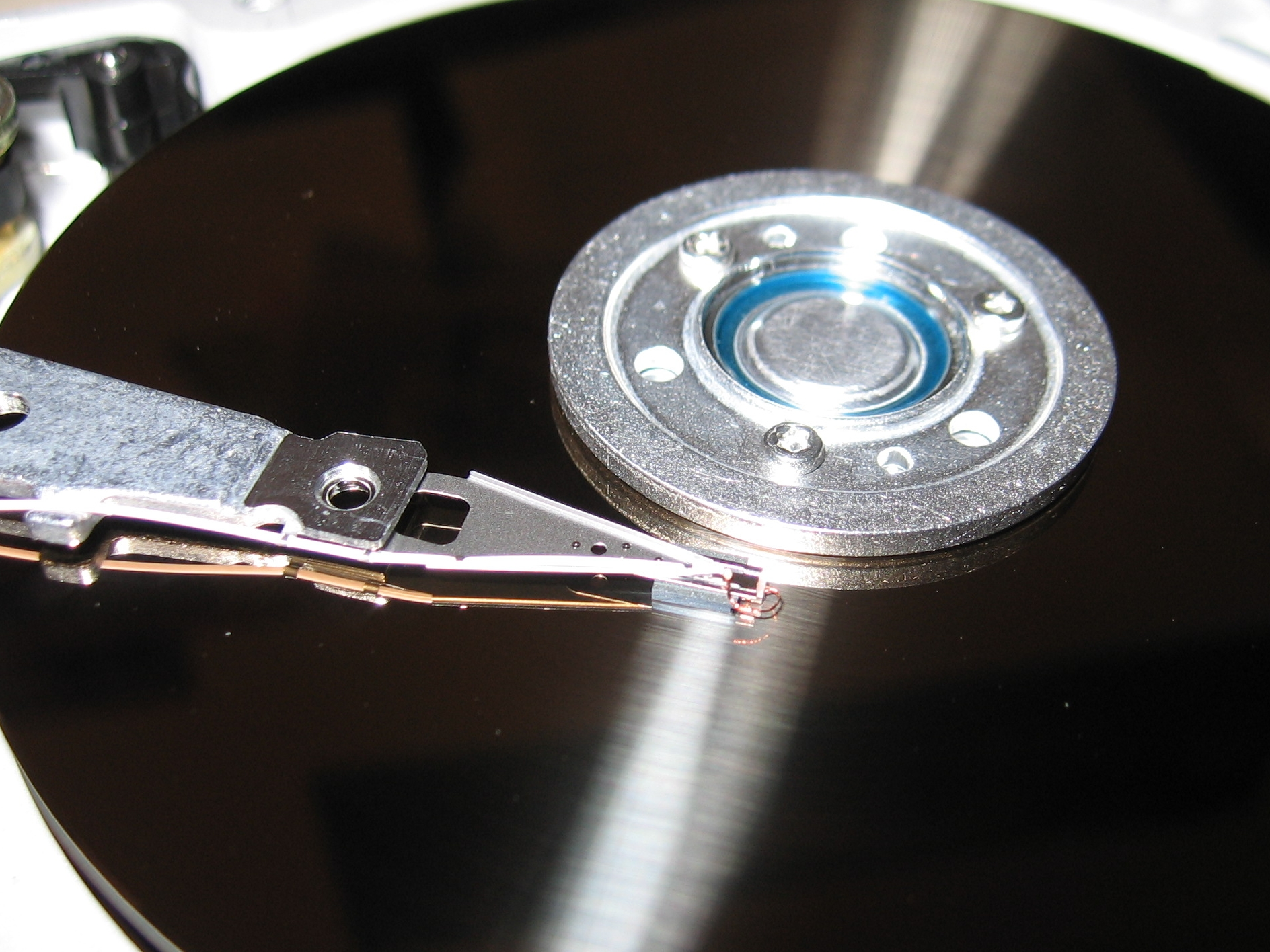
Тверді диски записують дані на тонкому магнітному покритті.

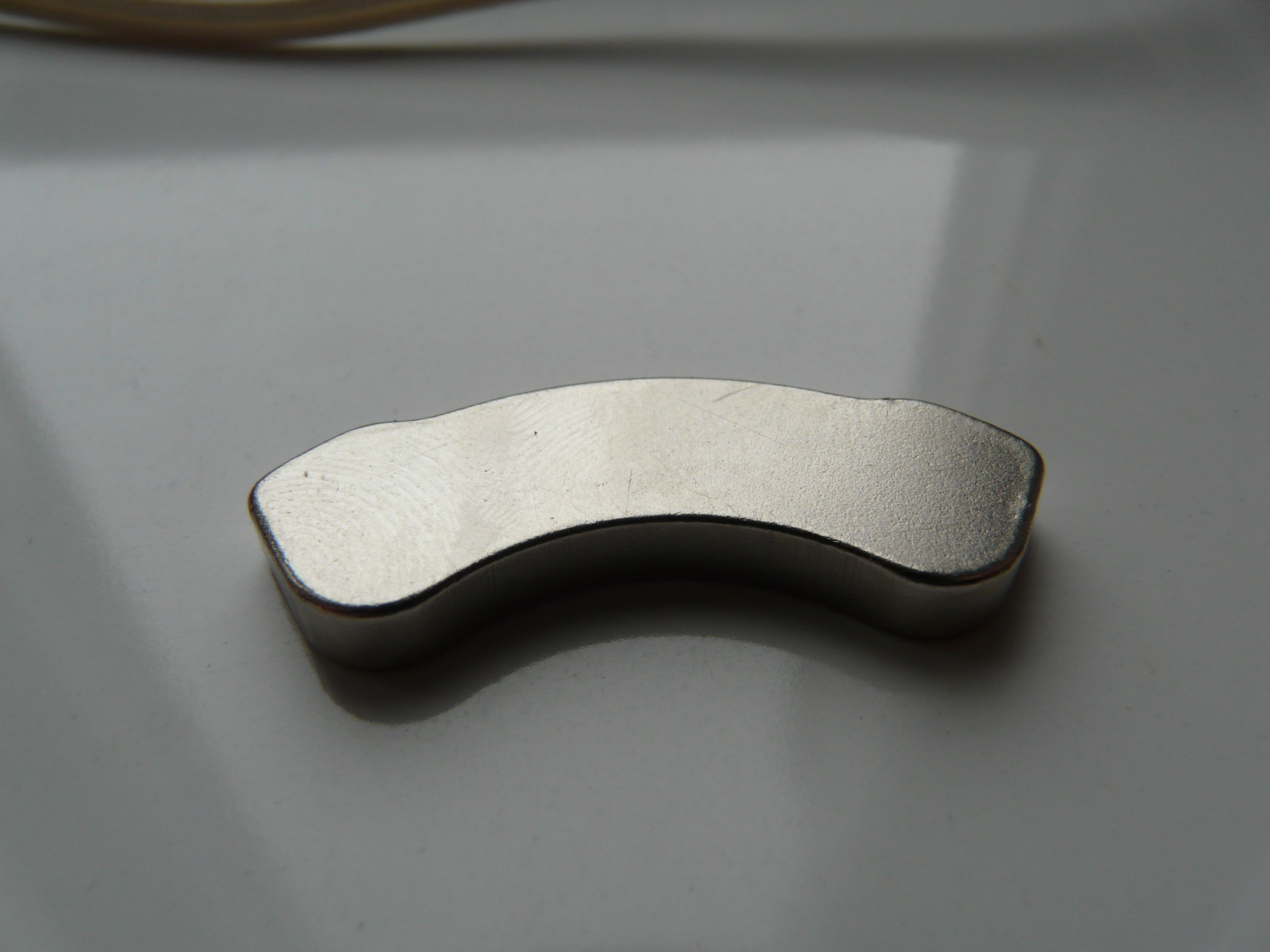
Магніт лінійного двигуна, який переміщує голівку твердого диска.

- Магнітні носії інформації: VHS касети містять котушки з магнітної стрічки. Відео та звукова інформація кодується на магнітному покритті на стрічці. Також в комп'ютерних дискетах та твердих дисках запис даних відбувається на тонкому магнітному покритті. Однак носії інформації не є магнітами в строгому сенсі, оскільки вони не притягають предмети. Магніти в твердих дисках використовуються в ходовому та позиціонуючому електродвигунах.
- Кредитні, дебетові, і ATM карти — всі ці картки мають магнітну смугу на одній стороні. Ця смуга кодує інформацію, необхідну для з'єднання з фінансовою установою та зв'язку з відповідними рахунками.
- Звичайні телевізори та комп'ютерні монітори: телевізори та комп'ютерні монітори, що містять електронно-променеву трубку, використовують електромагніт для керування пучком електронів та формування зображення на екрані. Плазмові панелі та РК-дисплеї використовують інші технології.
- Гучномовці та мікрофони: більшість гучномовців використовують постійний магніт та струмову котушку для перетворення електричної енергії (сигналу) в механічну енергію (рух, який створює звук). Обмотку намотано на котушку, яка прикріплюється до дифузора і через неї протікає змінний струм, який взаємодіє з полем постійного магніту.
- Інший приклад використання магнітів у звукотехніці — в головці звукознімача електрофону і в касетних диктофонах як економічної стираючої головки.

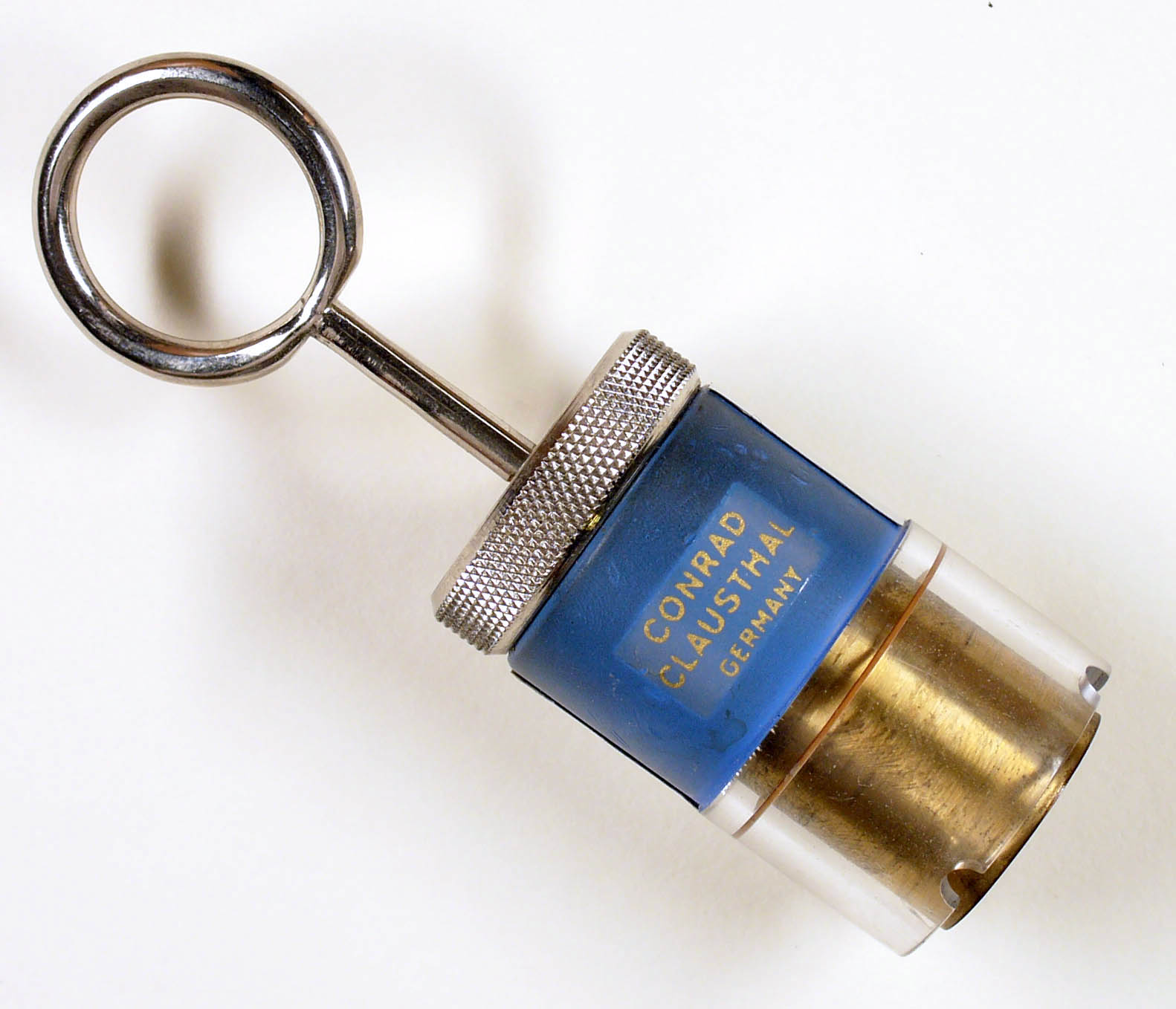
Магнітний сепаратор важких мінералів

- Електродвигуни та генератори: деякі електричні двигуни (так само, як гучномовці) функціонують завдяки поєднанню електромагніту та постійного магніту. Вони перетворюють електричну енергію в механічну енергію. Натомість генератор перетворює механічну енергію в електричну енергію шляхом переміщення провідника через магнітне поле.
- Трансформатори: пристрої передачі електричної енергії між двома обмотками дроту, які електрично ізольовані, але пов'язані магнітним полем.
- Магніти використовуються в поляризованих реле. Такі пристрої «запам'ятовують» свій стан на час вимкнення живлення.
- Компаси: компас (або морський компас) є намагніченим покажчиком, який може вільно обертатися і орієнтується на напрямок магнітного поля, найчастіше магнітного поля Землі.
- Сувенірна продукція: вінілові магнітні пластини можуть бути приєднані до зразків живопису, фотографії та інших декоративних виробів, що дозволяє приєднувати їх до холодильників та інших металевих поверхонь.

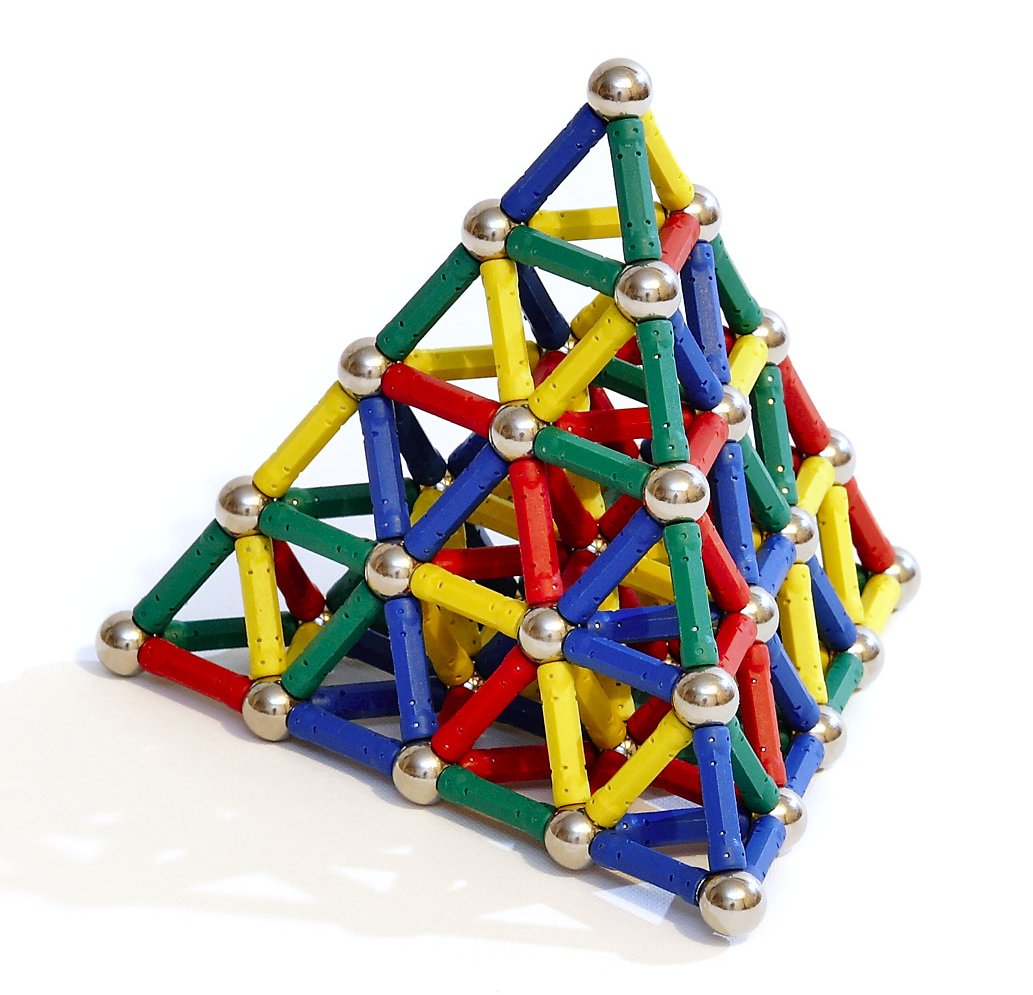
Магніти часто використовуються в іграшках. M-TIC використовує магнітні стрижні, пов'язані з металевими сферами

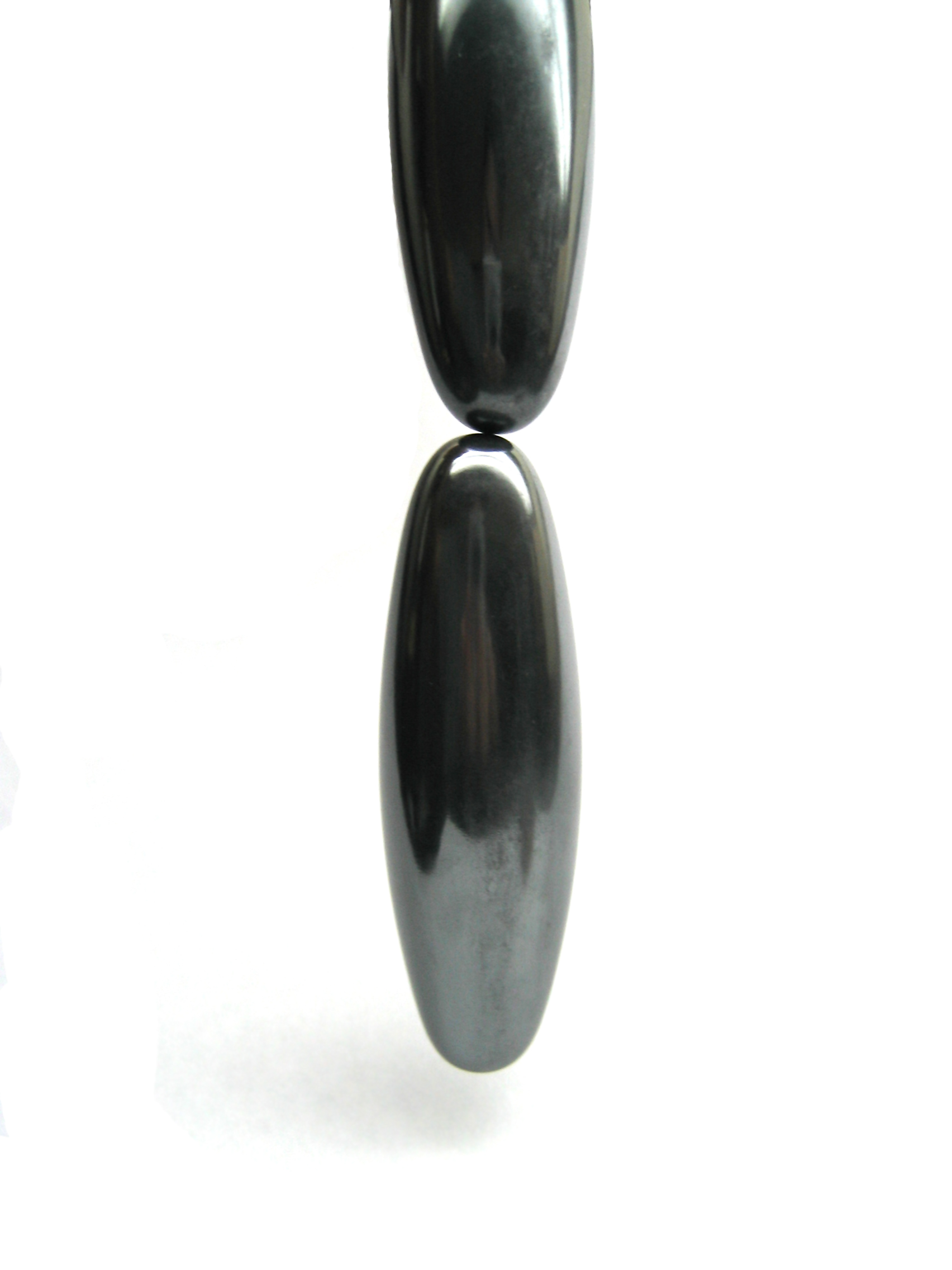
Магніти рідкісноземельних елементів яйцеподібної форми, які притягуються один до одного

- Іграшки: магніти часто використовуються в дитячих іграшках із забавними ефектами, в яких використовується властивість магнітів протистояти силі тяжіння на близькій відстані.
- Магніти можуть використовуватися для виробництва ювелірних виробів. Намиста та браслети можуть мати магнітну застібку, або можуть бути виготовлені повністю з серії пов'язаних магнітів та чорних намистин.
- Магніти можуть піднімати магнітні предмети (залізні цвяхи, скоби, кнопки, скріпки), які або є занадто дрібними, або їх важко дістати або вони занадто тонкі щоб тримати їх пальцями. Деякі викрутки спеціально намагнічуються для цієї мети.
- Магніти можуть використовуватися при обробці металобрухту для відділення магнітних металів (заліза, сталі та нікелю) від немагнітних (алюмінію, кольорових сплавів, тощо.). Та сама ідея може бути використана в рамках так званого «Магнітного випробування», в якій кузов автомобіля обстежується з магнітом для виявлення областей, відремонтованих з використанням скловолокна або пластикової шпаклівки.
- Маглев: потяг на магнітному підвісі, рухомий та керований магнітними силами. Такий склад, на відміну від традиційних потягів, у процесі руху не торкається поверхні рейки. Оскільки між поїздом та поверхнею руху існує зазор, тертя виключається, і єдиною гальмівною силою є лише сила аеродинамічного опору.
- Магніти використовуються у фіксаторах меблевих дверей.
- Якщо магніти помістити в губки, то ці губки можна використовувати для миття тонких листових немагнітних матеріалів одразу з обох сторін, причому один бік може бути важкодоступним. Це можуть бути, наприклад, скла акваріума або шибки заскленого балкона.
- Магніти використовуються для передачі обертального моменту «крізь» стінку, якою може бути, наприклад, герметичний контейнер електродвигуна. Так була влаштована іграшка НДР «Підводний човен». Таким самим чином в побутових лічильниках витрати води передаються через обертання від лопаток датчика на рахунковий вузол.
- Магніти спільно з герконом застосовуються в спеціальних датчиках положення. Наприклад, в датчиках дверей холодильників та охоронних сигналізацій.
- Магніти спільно з датчиком Холла використовують для визначення кутового положення або кутової швидкості вала.
- Магніти використовуються в іскрових розрядниках для прискорення гасіння дуги.
- Магніти використовуються при неруйнівному контролі магнітопорошковим методом (МПК)
- Магніти використовуються для відхилення пучків радіоактивних та іонізуючих випромінювань, наприклад при спостереженні в камерах.
- Магніти використовуються в приладах, показники на яких визначаються стрілкою, наприклад, амперметр. Такі прилади дуже чутливі та лінійні.
- Магніти застосовуються в НВЧ вентилях та циркуляторах.
- Магніти застосовуються у складі відхиляючої системи електронно-променевих трубок для підстроювання траєкторії електронного пучка.
- До відкриття закону збереження енергії, було багато спроб використовувати магніти для побудови «вічного двигуна». Людей приваблювала, позірно невичерпна енергія магнітного поля постійних магнітів, які були відомі дуже давно. Але робочий макет так і не було побудовано.
- Магніти застосовуються в конструкціях безконтактних гальм, що складаються з двох пластин, одна — магніт, а інша з алюмінію. Одна з них жорстко закріплена на рамі, інша обертається з валом. Гальмування регулюється зазором між ними.

## Одиниці вимірювання
У системі SI одиницею магнітного потоку є вебер (Вб), магнітної проникності — генрі на метр (Гн/м), напруженості магнітного поля — ампер на метр (А/м), індукції магнітного поля — тесла.
Вебер — магнітний потік, при убуванні якого до нуля в зчепленому з ним контурі опором 1 ом проходить кількість електрики 1 кулон.
Генрі — міжнародна одиниця індуктивності та взаємної індукції. Якщо провідник має індуктивність 1 Гн і струм в ньому рівномірно змінюється на 1 А в секунду, то на його кінцях індукується ЕРС 1 вольт. 1 генрі = 1,00052 · 109 абсолютних електромагнітних одиниць індуктивності.
Тесла — одиниця вимірювання індукції магнітного поля в SI, чисельно рівна індукції такого однорідного магнітного поля, в якому на 1 метр довжини прямого провідника, перпендикулярного вектору магнітної індукції, зі струмом силою 1 ампер діє сила 1 ньютон.

## Дотичний термін
Магнітний (рос. магнитный, англ. magnetic, нім. magnetisch) — той, що стосується магніту і має властивості магніту, або який пов'язаний з використанням магнітного поля.
Наприклад:
- магнітна гідродинаміка — див. магнітогідродинаміка;
- магнітна дефектоскопія — сукупність методів виявлення прихованих дефектів у феромагнітних матеріалах і виробах;
- магнітна індукція — фізична величина, що характеризує дію магнітного поля на провідник, у якому протікає електричний струм;
- магнітний момент — одна з основних магнітних характеристик частинки, струму; для контуру зі струмом дорівнює добуткові струму I на охоплювану ним площу S контуру:
{\displaystyle p_{m}=IS}
- магнітне насичення — стан феромагнетика, який характеризується найбільшою намагніченістю;
- магнітна аномалія — місцеві відхилення від правильного розподілу елементів земного магнетизму;
- магнітне поле — фізичне поле, складова електромагнітного поля;
- магнітний каротаж
- магнітний колчедан — мінерал, те ж, що й піротин;
- магнітний залізняк — те ж саме, що й магнетит.